# Sergei Aschwanden
Sergei Aschwanden, född den 22 december 1975 i Bern, Schweiz, är en schweizisk judoutövare.
Han tog OS-brons i herrarnas mellanvikt i samband med de olympiska judotävlingarna 2008 i Peking.